# Алексон
Алексон (др.-греч. Ἀλέξων) — древнегреческий наёмник родом из Ахеи, служивший в карфагенском гарнизоне Лилибея во время Первой Пунической войны. Полибий рассказывает, что во время осады Лилибея римлянами в 250 году до н. э. некоторые из главных вождей наёмников составили заговор с целью сдачи города врагу. Всего наёмные войска в гарнизоне насчитывали около 10 тысяч человек, часть из которых были кельтами. Убеждённые, что рядовые воины последуют за ними, заговорщики ночью тайно отправились в римский лагерь для переговоров с консулом. Однако Алексон, ранее в аналогичной ситуации уже спасавший Акрагант от предательства сиракузских наёмников, узнал об измене и сообщил о ней карфагенскому главнокомандующему Гимилькону.
Последний срочно созвал оставшихся в городе наёмных командиров и подарками и посулами склонял их хранить верность Карфагену. Командиры охотно приняли это предложение, после чего Гимилькон отправил с ними к воинам с увещеваниями двух своих подчинённых, в том числе Алексона. Когда заговорщики вернулись из лагеря римлян, они были встречены «камнями и стрелами» и отогнаны от стены. В итоге карфагеняне удержали город, хотя позже были вынуждены передать его римлянам вместе с прочими сицилийскими владениями по итогам Первой Пунической войны.